# Nguyễn Thanh Nghị
Nguyễn Thanh Nghị (sinh năm 1976) là một chính khách Việt Nam. Ông hiện là Ủy viên Ban Chấp hành Trung ương Đảng Cộng sản Việt Nam khóa XIII, Phó Bí thư Thường trực Thành ủy Thành phố Hồ Chí Minh. Ông từng là Bí thư Tỉnh ủy Kiên Giang nhiệm kì 2015-2020 và là Bí thư Tỉnh ủy trẻ nhất nước ở thời điểm được bổ nhiệm (2015), Bộ trưởng Bộ Xây dựng.

## Tiểu sử và sự nghiệp
Nguyễn Thanh Nghị sinh ngày 12 tháng 8 năm 1976, quê ở phường 9, Thành phố Cà Mau, tỉnh Cà Mau. Tuy vậy, hầu hết thời niên thiếu của ông lại gắn bó với Kiên Giang, nơi cha ông (Nguyễn Tấn Dũng) cũng từng là bí thư tỉnh ủy.
Thời thanh niên, Nguyễn Thanh Nghị theo học ở trường Đại học Kiến trúc Thành phố Hồ Chí Minh đến năm 1998. Sau khi tốt nghiệp, 1 năm sau được kết nạp vào Đảng Cộng sản Việt Nam (tức ngày 26 tháng 1 năm 1999). Bấy giờ cha ông đang giữ chức Ủy viên thường vụ Bộ Chính trị, Phó thủ tướng kiêm Thống đốc Ngân hàng Nhà nước Việt Nam.
Năm 2001 và 2002 ông là "giám đốc quan hệ khách hàng (PR) và quản lý dự án" cho Tập đoàn Bitexco.
Năm 2006, ông bảo vệ Tiến sĩ ngành Kỹ thuật xây dựng dân dụng tại Đại học George Washington, Hoa Kỳ. Luận văn của ông có nhan đề "Analytical and experimental investigation of full-depth precast concrete bridge deck panel systems". Sau đó ông trở về Trường Đại học Kiến trúc Thành phố Hồ Chí Minh để làm công tác giảng dạy.
Năm 2008, ông được bổ nhiệm làm Phó Hiệu trưởng trường Đại học Kiến trúc thành phố Hồ Chí Minh.
Tháng 1 năm 2011, tại Đại hội Đảng Cộng sản Việt Nam XI, tuy không được đại hội đảng cơ sở đề cử lên, song Nguyễn Thanh Nghị vẫn được bầu làm Ủy viên Dự khuyết Ban Chấp hành Trung ương, từ danh sách do chính Đại hội toàn quốc đang họp đề cử.
Ngày 11 tháng 11 năm 2011, bằng quyết định số 2011/QĐ-TTg, do Phó Thủ tướng Thường trực Chính phủ Nguyễn Xuân Phúc ký, Thủ tướng Chính phủ đã bổ nhiệm Nguyễn Thanh Nghị giữ chức Thứ trưởng Bộ Xây dựng, phụ trách mảng kiến trúc và quy hoạch thay cho Thứ trưởng Nguyễn Đình Toàn.

### Tỉnh Kiên Giang
Tháng 3 năm 2014, ông được Bộ Chính trị luân chuyển về tỉnh Kiên Giang làm Phó bí thư Tỉnh ủy. Cha ông, Thủ tướng Dũng từng làm Bí thư Huyện ủy Hà Tiên (nay là Thành phố Hà Tiên), Kiên Giang, sau được bổ nhiệm làm Phó bí thư rồi Bí thư Tỉnh ủy. Ông Dũng cũng từng là Chủ tịch Ủy ban nhân dân tỉnh Kiên Giang.
Chiều ngày 28 tháng 3 năm 2014, Hội đồng nhân dân tỉnh Kiên Giang khoá VIII (nhiệm kỳ 2011-2016) đã tổ chức kỳ họp bất thường lần thứ 11, bầu Nguyễn Thanh Nghị giữ chức Phó Chủ tịch Ủy ban nhân dân tỉnh Kiên Giang.
Sáng ngày 16 tháng 10 năm 2015, Đảng bộ tỉnh Kiên Giang đã khai mạc Đại hội đại biểu lần thứ X, nhiệm kỳ 2015-2020 và đã bầu Nguyễn Thanh Nghị làm Bí thư Tỉnh ủy Kiên Giang. Tại thời điểm được bầu, ông là bí thư tỉnh ủy trẻ nhất Việt Nam.
Ngày 26 tháng 1 năm 2016, tại Đại hội đại biểu toàn quốc lần thứ XII của Đảng Cộng sản Việt Nam, ông được bầu làm Ủy viên Ban Chấp hành Trung ương Đảng Cộng sản Việt Nam khóa XII, nhiệm kỳ 2016 – 2021.
Ngày 22 tháng 5 năm 2016, ông được bầu làm đại biểu Quốc hội Việt Nam khóa XIV nhiệm kì 2016-2021, thuộc đoàn đại biểu quốc hội tỉnh Kiên Giang, Trưởng Đoàn đại biểu Quốc hội khóa XIV tỉnh Kiên Giang.

### Bộ Xây dựng
Ngày 5 tháng 10 năm 2020, tại Quyết định số 1518/QĐ-TTg, Thủ tướng Chính phủ điều động, bổ nhiệm ông Nguyễn Thanh Nghị, Ủy viên Trung ương Đảng, Bí thư Tỉnh ủy, Trưởng Đoàn đại biểu Quốc hội khóa XIV tỉnh Kiên Giang giữ chức Thứ trưởng Bộ Xây dựng.
Ngày 16 tháng 10 năm 2020, tại Đại hội Đảng bộ tỉnh Kiên Giang lần thứ XI, nhiệm kỳ 2020-2025, Trưởng Ban Tổ chức Trung ương đã công bố quyết định của Bộ Chính trị về việc chỉ định ông Nguyễn Thanh Nghị tham gia làm Ủy viên Ban Cán sự Đảng của Bộ Xây dựng.
Ngày 30 tháng 1 năm 2021, tại Đại hội đại biểu toàn quốc lần thứ XIII của Đảng, ông được bầu là Ủy viên Ban Chấp hành Trung ương Đảng Cộng sản Việt Nam khoá XIII, nhiệm kỳ 2021-2026.
Sáng ngày 8 tháng 4 năm 2021, tại kỳ họp thứ 11 ông được Quốc hội Việt Nam khóa XIV bầu làm Bộ trưởng Bộ Xây dựng nhiệm kỳ 2016 - 2021 theo đề nghị của tân Thủ tướng Phạm Minh Chính.
Ngày 25 tháng 1 năm 2025, Nguyễn Thanh Nghị được bổ nhiệm chức vụ Phó Bí thư Thường trực Thành ủy Thành phố Hồ Chí Minh.

## Vụ thanh tra đất đai ở Kiên Giang
Chiều 2/4/2018, Phó tổng Thanh tra Chính phủ Đặng Công Huẩn đã công bố quyết kết luận thanh tra việc chấp hành pháp luật trong quy hoạch, quản lý, sử dụng đất đai, khoáng sản, môi trường ở tỉnh Kiên Giang (giai đoạn 2011 - 2017) đã gây thất thoát hơn 2.300 tỷ đồng. Với sai phạm này, Nguyễn Thanh Nghị cùng 7 lãnh đạo tỉnh Kiên Giang đã tiến hành kiểm điểm, và cùng xin chịu hình thức kỷ luật rút kinh nghiệm.

## Đời tư
Cha của ông là Nguyễn Tấn Dũng, nguyên Thủ tướng Chính phủ nước Cộng hòa xã hội chủ nghĩa Việt Nam. Em gái ông là Nguyễn Thanh Phượng, thành viên sáng lập và Chủ tịch HĐQT của Ngân hàng Bản Việt (Viet Capital). Em trai Nguyễn Minh Triết, Bí thư Trung ương Đoàn, Chủ tịch Trung ương Hội Sinh viên Việt Nam
Nguyễn Thanh Nghị đã có vợ là người gốc Hà Nội, cũng từng là lưu học sinh tại Đại học George Washington Mỹ.

## Quan điểm
| “                   | Muốn nâng chất lượng đào tạo, theo tôi, phải đầu tư cơ sở vật chất vì nhiều trường quá chật chội, quá thiếu thốn. Thứ hai, phải đầu tư cho người thầy vì chất lượng thầy thấp thì không thể đào tạo trò giỏi. Thứ ba, phải đầu tư xây dựng giáo trình vì giáo trình giảng dạy đã cũ không cập nhật cho phù hợp. | ” |
| — Nguyễn Thanh Nghị | |   |